# 第四屆世界華商大會
第四屆世界華商大會是於1997年8月25日至28日在加拿大温哥華舉辦的一屆世界華商大會，舉行地點是溫哥華會議展覽中心，有來自全球26個國家或地區的1400多名華商代表参與。當時的加拿大聯邦外交部亞太事務部長陳卓愉、温哥華代市長李思遠、加拿大中華總商會會長黄威都有出席大會開幕式並致詞。當時的卑詩省長簡嘉年為開幕式點火並致詞。當時的加拿大總理克里田在大會閉幕之前也特地從首都渥太華趕赴温哥華參與大會午餐會並在午餐會上發言。2003年7月28日，中國僑網有關第四屆世界華商大會的描述本屆大會主题為“電子通訊與資訊科技對環球市場的影响”。這次華商大會是第一次在亞洲以外（在北美洲）舉行的華商大會。

## 历史
1993年11月，當加籍華商也是加拿大中華總商會創會會長黃國裕前往香港參加第二屆世界華商大會時，被該次大會的空前成功及熱烈氣氛所感動，於是產生了把世界華商大會帶到加拿大温哥華的心思意念。回到加拿大之後，黃國裕便到處尋找志同道合的支持者。其中一位最忠實的支持者就是前卑詩省省督林思齊博士。
1995年當越來越多的華商支持之際，黃國裕更得到了加拿大主流社會的商業機構支持，例如協平世博發展有限公司、加航、萬全人壽保險集團其中和加拿大帝國商業銀行大力之持和給予財政贊助，後期更得到卑詩省政府貿易發展局，以及加拿大三級政府的支持。使黃國裕申辦第四屆世界華商大會的信心更為堅定，於是在1995年成立了加拿大中華總商會，連同創會董高士美、章子惠、宋燕華等正式爭取主辦權。
1995年5月黃國裕組織了第四屆世界華商大會加拿大競投團，團員有黃威 、高士美(Perry Goldsmith) 、章子惠、 宋燕華等分別拜訪香港 、星加坡及泰國等中華總商會, 游說各地華商支持加拿大溫哥華申辦世界華商大會，最後成功競投得1997年第四屆世界華商大會的主辦權。
1995年6月28日超過400多位華洋社區、商界領袖及三級政府代表應邀出席1997年在溫哥華舉辦之第四屆世界華商大會競投成功及公佈酒會。公佈儀式由各名譽顧問包括前卑詩省督林思齊博士、前聯邦亞太事務部長陳卓愉、商人劉禹煌、黃威、郭敦禮、許知仁、馮永發、何定國、賀鳴笙、社區領袖鄭天華、李綺華、吳仲輝、朱健業、葉吳美琪等,聯同黃國裕共同主持。
1995年11月加拿大中華總商會接納更多熱心華商人士加入該會，並委任其中九位成為加拿大中華總商會第二屆理事，並於1996年10月成立一個新的機構：「第四屆世界華商大會主辦會」( The 4th World Chinese Entrepreneurs Convention Society)，所以加拿大中華總商會被稱為第四屆世界華商大會的申辦機構，而真正主辦第四屆世界華商大會的機構則為「第四屆世界華商大會主辦會」。
1997年8月，第四屆世界華商大會正式舉行。